# Medaglia interalleata della vittoria (Regno Unito)
La medaglia interalleata della vittoria britannica (chiamata Victory Medal o Allied Victory Medal), autorizzata nel 1919, fu conferita non solo ai militari britannici ma anche a quelli di Canada, Australia, Nuova Zelanda e India mobilitati per qualsiasi servizio ed entrati in un teatro di guerra fra il 5 agosto 1914 e l'11 novembre 1918.
Donne qualificate per questa medaglia avevano prestato servizio nelle forze ausiliarie o come infermiere.
Fu inoltre concessa ai membri della missione navale britannica in Russia del 1919-1920 e per le operazioni di sminamento nel mare del Nord tra l'11 novembre 1918 ed il 30 novembre 1919.
Ne furono conferite circa 5.725.000.
La Victory Medal non fu mai assegnata singolarmente ma andò a tutti coloro che avevano ricevuto la 1914 Star o la 1914-15 Star e alla maggior parte di coloro che avevano ricevuto la British War Medal.
Queste tre medaglie vennero irriverentemente soprannominate Pip, Squeak and Wilfred.
La medaglia fu disegnata da William McMillian, autore anche della British War Medal in quanto vincitore di entrambi i concorsi indetti dal War Office.

## Descrizione
- È una medaglia circolare con un diametro di 36 mm, in bronzo laccato color oro.
- Il diritto mostra la figura della vittoria alata in piedi di fronte, con il braccio sinistro teso e con una foglia di palma nella mano destra.
- Sul rovescio vi è la scritta "THE GREAT / WAR FOR / CIVILISATION / 1914-1919" su quattro righe, il tutto circondato da una corona d'alloro.
- Il bordo di ciascuna medaglia fu inciso con il numero di matricola, grado, nome e unità del recipiente.
- Il nastrino largo 39 mm, come quello delle medaglie interalleate delle altre nazioni, ha i colori di due arcobaleni accostati con al centro il rosso ed il viola sui bordi esterni.
- Chi aveva ricevuto una menzione ufficiale pubblicata sulla London Gazette (Mentioned in Despatches o MID) tra il 4 agosto 1914 e il 10 agosto 1920 poteva apporre una foglia di quercia sul nastrino della medaglia.

## Versione per l'Unione Sudafricana

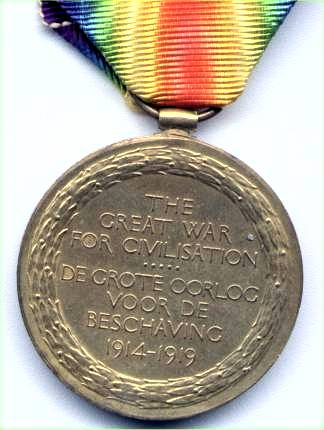
Scritta bilingue sul rovescio della versione sudafricana.

Nel dicembre 1920 l'Army Council chiese alla Royal Mint di preparare per le forze dell'Unione Sudafricana una speciale versione bilingue della Medaglia interalleata, che avesse sul rovescio la scritta in afrikaans De Grote Oorlog Voor de Beschaving (La Grande Guerra per la Civiltà) oltre a quella in inglese.
Nel gennaio 1921 la Royal Mint preparò un disegno della medaglia con la scritta in inglese posta sopra quella in afrikaans e la sottopose al governo sudafricano che la approvò nel maggio successivo.
Il consenso dell'Army Concil fu rilasciato in ottobre.
Per il resto la medaglia è identica a quella inglese ed identici sono i criteri di assegnazione.
Se ne produssero circa 75 000 esemplari al Royal Arsenal di Woolwich.